# Linke-Hofmann R.I
Linke-Hofmann R.I (Riesenflugzeug – máy bay khổng lồ) là một loại máy bay ném bom được Đế quốc Đức thiết kế chế tạo năm 1916.

## Tính năng kỹ chiến thuật (Linke-Hofmann R.I)
Dữ liệu lấy từ 
Đặc điểm tổng quát
- Kíp lái: 6+
- Chiều dài: 15.6 m (51 ft 2½ in)
- Sải cánh: 33.2 m (108 ft 11¼ in)
- Chiều cao: 6.7 m (21 ft 11¾ in)
- Diện tích cánh: 265 m2 (2,851 ft2)
- Trọng lượng rỗng: 8.000 kg (17.640 lb)
- Trọng lượng có tải: 11.200 kg (24.696 lb)
- Powerplant: 4 × Mercedes D.IVa, 193.9 kW (260 hp) mỗi chiêc

Hiệu suất bay
- Vận tốc cực đại: 130 km/h (81,25 mph)
- Vận tốc lên cao: 0,42 m/s (82 ft/phút)